# Saumâtre
Étang Saumâtre, též zvané Lac Azuéi, ve španělštině Laguna del Fondo a v jazyce Taínů Yainagua, je druhé největší jezero ostrova Hispaniola a největší jezero státu Haiti, přesahující drobně i do Dominikánské republiky. Má rozlohu 170 km² a maximální hloubku 30 metrů. Je bezodtoké a poloslané. Nachází se v jižní částí ostrova v příkopovém údolí Cul-de-Sac, mezi zálivem Gonâve a jezerem Enriquillo. Haitská část jezera (tj. naprostá většina) je chráněna v národním parku Lac Azueï.

## Fotogalerie

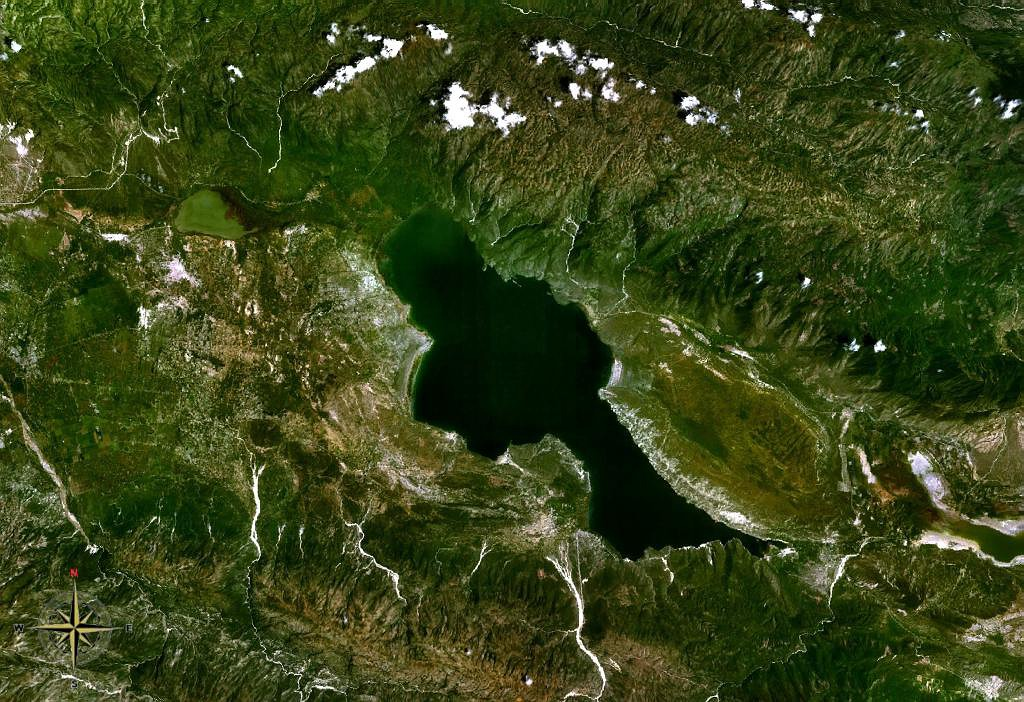
Satelitní snímek jezera
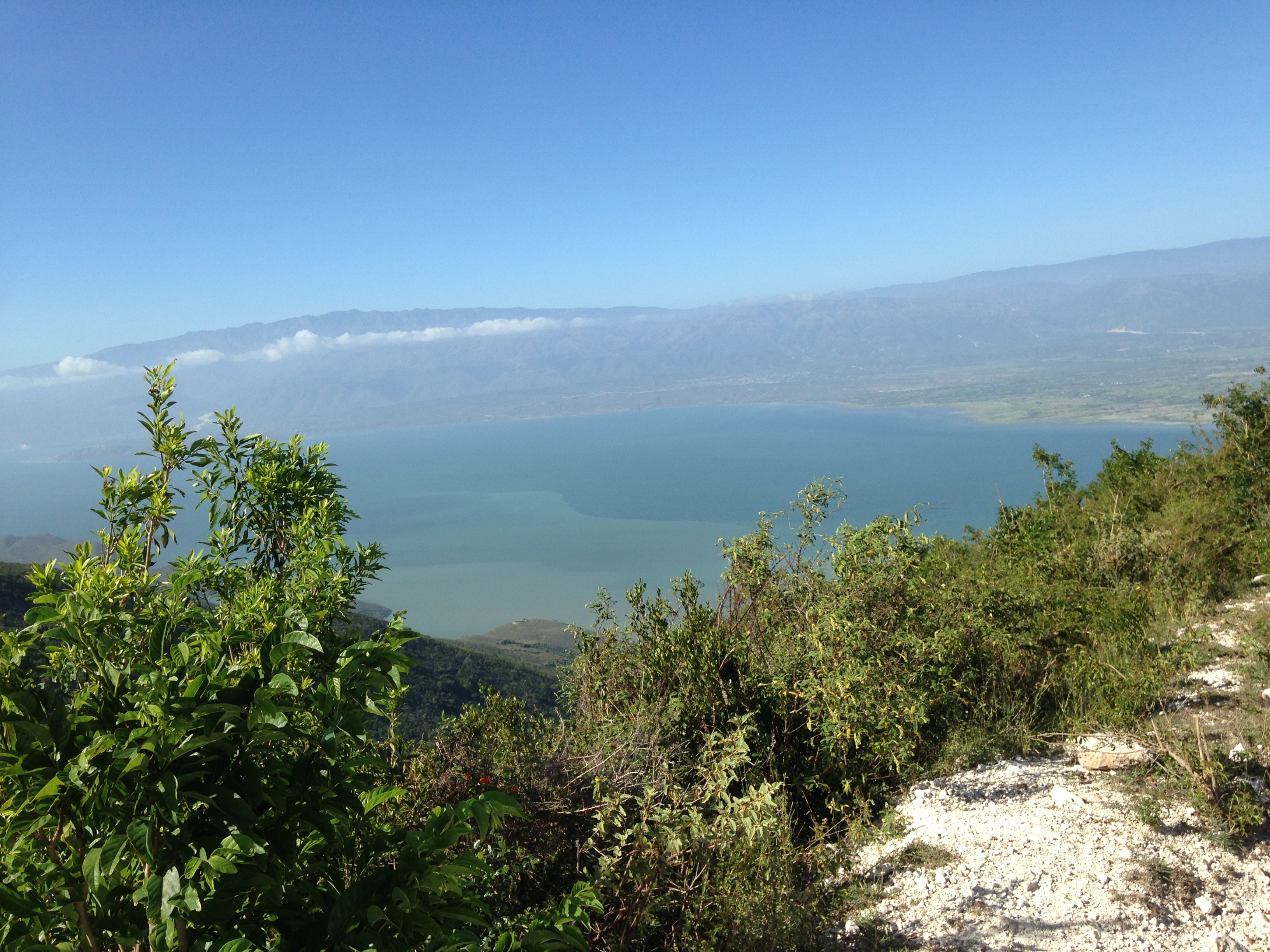
Pohled na jezero
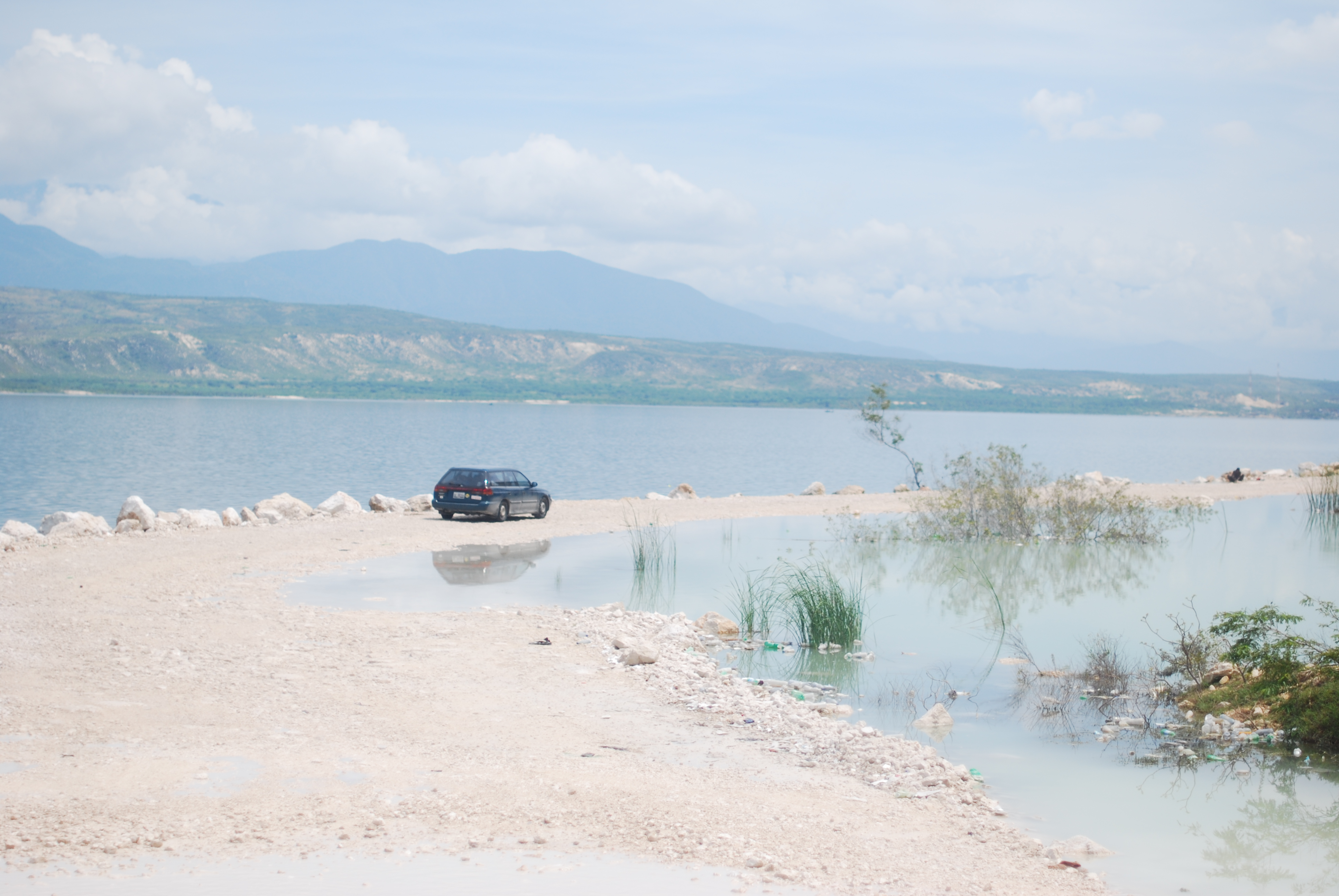
Pohraniční silnice na jezeře